# Fortuné Gaetan Zongo
Fortuné Gaetan Zongo (* vor 1990) ist ein burkinischer Jurist, Hochschullehrer und Menschenrechtsexperte. Er ist seit 2021 UN-Sonderberichterstatter für die Menschenrechtssituation in Burundi.

## Herkunft und Ausbildung
Fortuné Gaetan Zongo studierte von 1997 bis 1999 an der Université de Ouagadougou Rechtswissenschaften und schloss als Maitrise en droit ab. An der Université de Nantes erwarb er 2001 ein Diplome Inter Universitaire de troisième cycle zu Grundrechten, internationalem und europäischem Recht und Menschenrechten. An der Ecole nationale d'administration et de magistrature erhielt er 2002 das Diplome de Magistrat.

## Karriere
Zongo ist als Richter tätig, gegenwärtig ist er Präsident des Appellationsgerichts der Provinzhauptstadt Fada N’Gourma im Osten Burkina Fasos. Er war von 2011 bis 2022 Richter am Appellationsgericht von Ouagadougou. Er war zumeist an Strafvollzugs- und Strafrechtskammern tätig. Daneben war er auch Mitglied des Militärgerichtshofs von Ouagadougou und von 2016 bis 2021 Mitglied des Antiterrorismusausschusses am Appellationsgericht von Ouagadougou (2016–2021).
Er ist spezialisiert auf internationales Menschenrecht, eine Expertise, die er in einem Aufbaustudium erwarb. Von 2006 bis 2011 war er Leiter der Abteilung für Schutz und Verteidigung der Menschenrechte im burkinischen Menschenrechtsministerium und unterrichtete von 2008 bis 2014 als Dozent für Internationale Menschenrechte an der burkinischen Ecole Nationale d'Administration et de Magistrature (ENAM). Seit 2017 ist er Hochschullehrer für Public International Law an der University of Saint Thomas Aquinas in Ouagadougou.

## Tätigkeiten für die Vereinten Nationen
Von 2011 bis 2014 war Zongo Experte im Unter-Ausschuss für Folterprävention der Vereinten Nationen.
Fortuné Gaetan Zongo (Burkina Faso) ist seit  UN-Sonderberichterstatter zur Menschenrechtssituation in Burundi beim UN-Menschenrechtsrat in Genf. Nachdem von 1995 bis 2011 bereits ein entsprechendes Mandat für Burundi bestanden hatte, erneuerte der UN-Menschenrechtsrat im Oktober 2021 das Mandat.
In seinem ersten Bericht im September 2022 stellte Zongo fest, dass sich die Menschenrechtslage in Burundi trotz der von der Regierung eingegangenen Verpflichtungen nicht wesentlich und nachhaltig verändert habe. Er habe das Land nicht besuchen können und sei bei seinen Untersuchungen auf Informationen aus zweiter Hand angewiesen gewesen. Es sei dringend notwendig, Reformen und einen glaubwürdigen und inklusiven Demokratisierungsprozess in Burundi einzuleiten, um eine Wiederholung vergangener Gewaltzyklen zu vermeiden. Es gebe zwar erste Bemühungen zur strafrechtlichen Verfolgung von Menschenrechtsverletzungen, er sei jedoch besorgt über die selektive Straflosigkeit bei der Verfolgung von schweren gewöhnlichen Verbrechen. Es gebe nur begrenzte Fortschritte bei anderen Aspekten des Programms zur Übergangsjustiz, insbesondere in Bezug auf Rechenschaftspflicht, Wiedergutmachung, Landrückgabe und die Reform des Sicherheits- und Justizsektors. Die Opposition und die Gewerkschaften seien in ihren Aktionsmöglichkeiten stark eingeschränkt. Die Lage von Menschenrechtsverteidigern sei schwierig, viele seien ins Exil gezwungen worden, wo sie in großer Unsicherheit lebten. Immerhin gebe es Fortschritte im Kampf gegen den Menschenhandel in Burundi, Menschenhändler seien verurteilt und Opfer hätten Unterstützung erhalten. Zongo bekräftigte seine Bereitschaft zur uneingeschränkten Zusammenarbeit mit der Regierung zum Schutz der Menschenrechte. Er wiederholte sein Ersuchen, Burundi zu besuchen und mit den zuständigen Behörden und Institutionen zu sprechen. Die Regierung Burundis erklärte, dass sie niemals aufgezwungene „gendarmenähnliche“ Mechanismen akzeptieren werde, die sich in nationale Angelegenheiten Burundis „einmischten“. Sie forderte den UN-Menschenrechtsrat auf, „dem Mandat des Sonderberichterstatters ein Ende zu setzen, der eine geopolitische Agenda verfolge“.

## Publikationen
- Bericht zu Burundi in der 77. Sitzung UN-Menschenrechtsrat 2022